# Die Enden der Parabel
Die Enden der Parabel (engl. Gravity’s Rainbow) ist ein 1973 erschienener Roman von Thomas Pynchon, der heute allgemein als sein Opus Magnum angesehen wird. Die deutsche Übersetzung von Elfriede Jelinek und Thomas Piltz erschien 1981. Der Roman wurde 1974 mit dem National Book Award und 1975 mit der William-Dean-Howells-Medaille ausgezeichnet, die Pynchon jedoch ablehnte. 1974 wurde er auch für den Pulitzer-Preis nominiert. Da das Vergabekomitee die Juryentscheidung jedoch nicht mittragen wollte, da es den Roman für obszön und unlesbar hielt, wurde der Preis in diesem Jahr schließlich nicht vergeben.
Die Enden der Parabel spielt größtenteils in Europa kurz vor und kurz nach dem Ende des Zweiten Weltkriegs, beinhaltet jedoch zahlreiche Zeitsprünge in frühere und spätere Epochen sowie Handlungsstränge an anderen Orten wie Zentralasien und den Vereinigten Staaten. Der Roman ist berüchtigt für seine Figurenvielfalt, seine schwer durchschaubaren Handlungsstränge und seine enzyklopädische Themenvielfalt. Das Magazin Time zählt das Buch zu den besten 100 englischsprachigen Romanen, die zwischen 1923 und 2005 veröffentlicht wurden.

## Inhalt

### Aufbau und Erzählweise

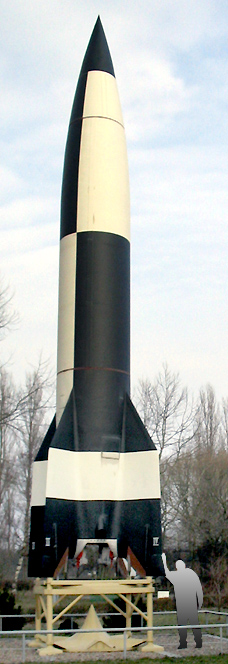
Nachbau der V2(A4), Maßstab 1:1

Der Roman hat vier Hauptkapitel, die weiter in insgesamt 73 Abschnitte unterteilt sind. Die Aufteilung dieser Abschnitte auf die Kapitel (21-8-32-12) hat zu Interpretationen geführt, die sich auf Zahlenmystik berufen. Die Abschnitte sind jeweils durch eine Serie von sieben Quadraten voneinander getrennt. Jedem der vier Kapitel ist ein Motto vorangestellt.
Die Erzählung erfolgt überwiegend im Präsens. Die Erzählstimme ist dabei nicht einheitlich, sondern passt sich Situationen und Figuren an. An einigen Stellen etwa wird der Leser direkt angesprochen, während sich an anderen Stellen die Erzählung in den Gedankengängen der Protagonisten verliert.
An vielen Stellen ist es nicht möglich, zwischen „realer“ Handlung und Träumen oder Halluzinationen der Figuren zu unterscheiden. Typisch für Pynchon ist das Einweben von etwa 100 Gedichten oder Liedtexten in den Roman, die meist auf reale Genres der Literaturgeschichte Bezug nehmen.

### Figuren
In Die Enden der Parabel treten insgesamt mehrere hundert Figuren auf. Als Hauptfigur kann der amerikanische GI Tyrone Slothrop, ein Nachkomme eines der ersten Siedler Neuenglands, angesehen werden, der gegen Ende des Zweiten Weltkriegs in London stationiert ist. Durch pawlowsche Konditionierung bekommt Slothrop Erektionen, wenn Einschläge deutscher V2-Raketen in London bevorstehen. Ein Großteil des Romans ist seiner Suche nach dem Ursprung dieses Zusammenhangs gewidmet. In seinem Unterfangen, das Geheimnis, den „Text“ oder die „lost message“ der Rakete zu entschlüsseln, versucht er, ebenso wie andere Charaktere im Roman, die Vielfalt der von ihm wahrgenommenen Tatsachen zu einem Text zusammenzufügen, welcher der nur als Chaos erlebten Welt Sinn und Ordnung geben könnte. Seine Suche nach dem Geheimnis der Rakete verweist damit auf die Suche nach den Zusammenhängen von Ereignissen, durch die die Geschichte einen Sinn erhalten könnte. Slothrop bewegt so zugleich auch den Leser oder die Leserin dazu, dem Text des Romans einen zusammenhängenden oder einheitlichen Sinn abzugewinnen. Ein solcher Versuch steht für den Rezipienten jedoch ebenso wie für Slothrop und die anderen Figuren des Romans im Zeichen der Paranoia allen Handelns, die schon Pynchons frühere Romane prägte: Die Frage nach dem wahren Text wird zwanghaft, da sich eine eindeutige Festlegung immer wieder als unmöglich erweist. Gegen Ende des Romans „verschwindet“ die Figur Slothrop allmählich aus der Handlung, indem sie sich auflöst, von den anderen Figuren nicht mehr gesehen werden kann und schließlich für die Handlung keine Rolle mehr spielt.
Weitere wichtige Charaktere sind der SS-Leutnant Blicero, die niederländische Agentin Katje Borgesius, der Herero Enzian, der sowjetische Offizier Wjatscheslaw Tschitscherin und der deutsche Filmemacher Gerhardt von Göll, auch bekannt als „Der Springer“. Auch einige historische Figuren treten in Die Enden der Parabel auf, darunter Mickey Rooney, Hugo Stinnes und August Kekulé.

### Handlung

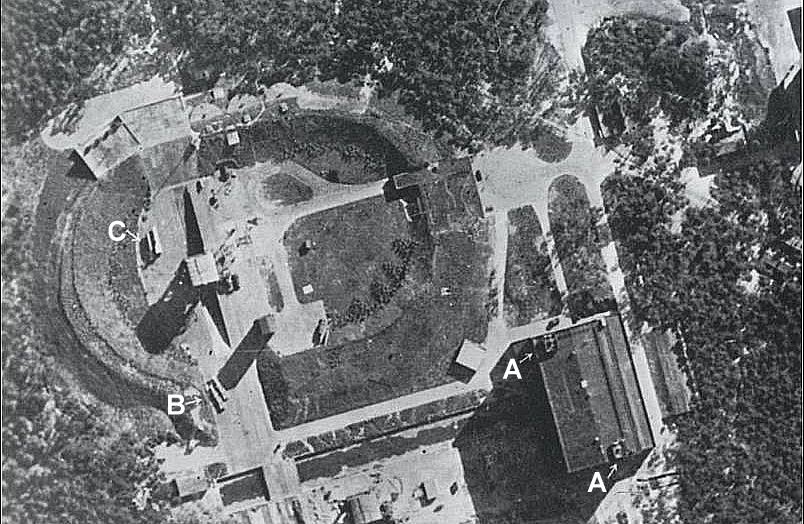
Luftaufnahme des Prüfstands VII in Peenemünde

Die Handlung beginnt mit der Beschreibung eines deutschen Raketenangriffs auf London und der anschließenden Evakuierung. Die Szene stellt sich jedoch im Nachhinein als Traum einer Nebenfigur, des britischen Captain „Pirat“ Prentice, heraus. Ein Leitmotiv des Romans ist die deutsche V2-Rakete, mit der praktisch alle Figuren auf die eine oder andere Weise in Verbindung stehen, und ihre Entwicklung auf dem Prüfstand VII in Peenemünde. Verschiedene Figuren sind aus unterschiedlichen Gründen auf der Suche nach dem geheimnisvollen Raketenmodell 00000 und dem darin eingebauten „Schwarzgerät“, das sich erst am Ende des Romans als ein Mensch entpuppt. Unter diesen Figuren ist auch Tyrone Slothrop, der seinerseits auch von verschiedenen anderen Figuren gejagt wird und im Geheimnis des Schwarzgerätes die Lösung zu einer entscheidenden Frage seiner eigenen Identität vermutet.
Weite Teile des Romans verfolgen Slothrops Reise durch die „Zone“, das besiegte und zerstörte Deutschland kurz nach Ende des Zweiten Weltkriegs. Diese „Zone“ stellt einen anarchischen und gesetzlosen Raum dar, in dem alle Figuren nur auf ihren eigenen Vorteil hin agieren und sich noch keine neue Ordnung gefunden hat. Die Enden der Parabel bezeichnen Verbindungen zwischen Gegensätzen, etwa der Abschussstelle der V2 und den potentiellen Opfern in London. Diese Verbindungen werden teilweise als paranoid desavouiert, folgen mathematischen, spiritistischen, ökonomischen und sexuellen Mustern. Auf der Suche nach den Bauteilen der V2 stößt der Agent Slothrop auf immer neue merkwürdige Kopplungen zwischen Tätern und Opfern, zwischen beteiligten Firmen beider Kriegsparteien, zwischen Siegern und Besiegten. Der zunehmend in Bedrängnis geratende Slothrop verliert immer stärker den Kontakt zur Realität, mit ihm gerät der Leser in Abenteuer, die ebenso Drogenhalluzinationen wie Absurdität der Nachkriegszone sein können.
Vier weitere Handlungsstränge lassen sich ausmachen: Herero-Hauptmann Enzian will als eine Art Moses-Figur sein Volk retten vor der „Zivilisation“ der Weißen und vor dem kollektiven Selbstmord, den einige Stammesmitglieder planen. Der Statistiker Roger Mexico hat eine Affäre mit Jessica Swanlake. Nach deren Ende baut er mit „Pirat“ Prentice ein kreatives „Wir-System“ auf, um mit theatralischen Widerstandsakten das destruktive „Sie-System“ zu sabotieren, das den Krieg überdauert hat. Franz Pökler konstruiert als Ingenieur die V2-Raketen, während seine Frau und seine Tochter im KZ Dora-Mittelbau inhaftiert sind. Einmal im Jahr darf er mit ihnen einen Urlaub verbringen – ein beißende Satire auf politisch verantwortungslose Wissenschaftler. Schließlich die sadomasochistische Liebesgeschichte zwischen Major Weissmann alias Blicero, der in Peenemünde die V2-Batterie kommandiert, und Gottfried, einem seiner Soldaten. In einem bizarren Ritual lässt Blicero ihn im Frühjahr 1945 in der Rakete 00000 in den Tod fliegen.
Zunehmend vermischen sich Phantasie, Realität, spiritistische Erlebnisse, ausführlich dargestellte sexuelle Verstrickungen von Perversion und Gewalt. Der Roman bietet eine Unzahl von Deutungsmöglichkeiten für diese Begebenheiten. Sowohl paranoide Wahnvorstellungen als auch echte Geheimdienstverschwörungen sind im Bereich des Möglichen. Die mit der I.G. Farben verkoppelten internationalen Konzerne und das Militär scheinen geheimnisvolle, nicht durchschaubare Dominanzstrategien zu verfolgen.

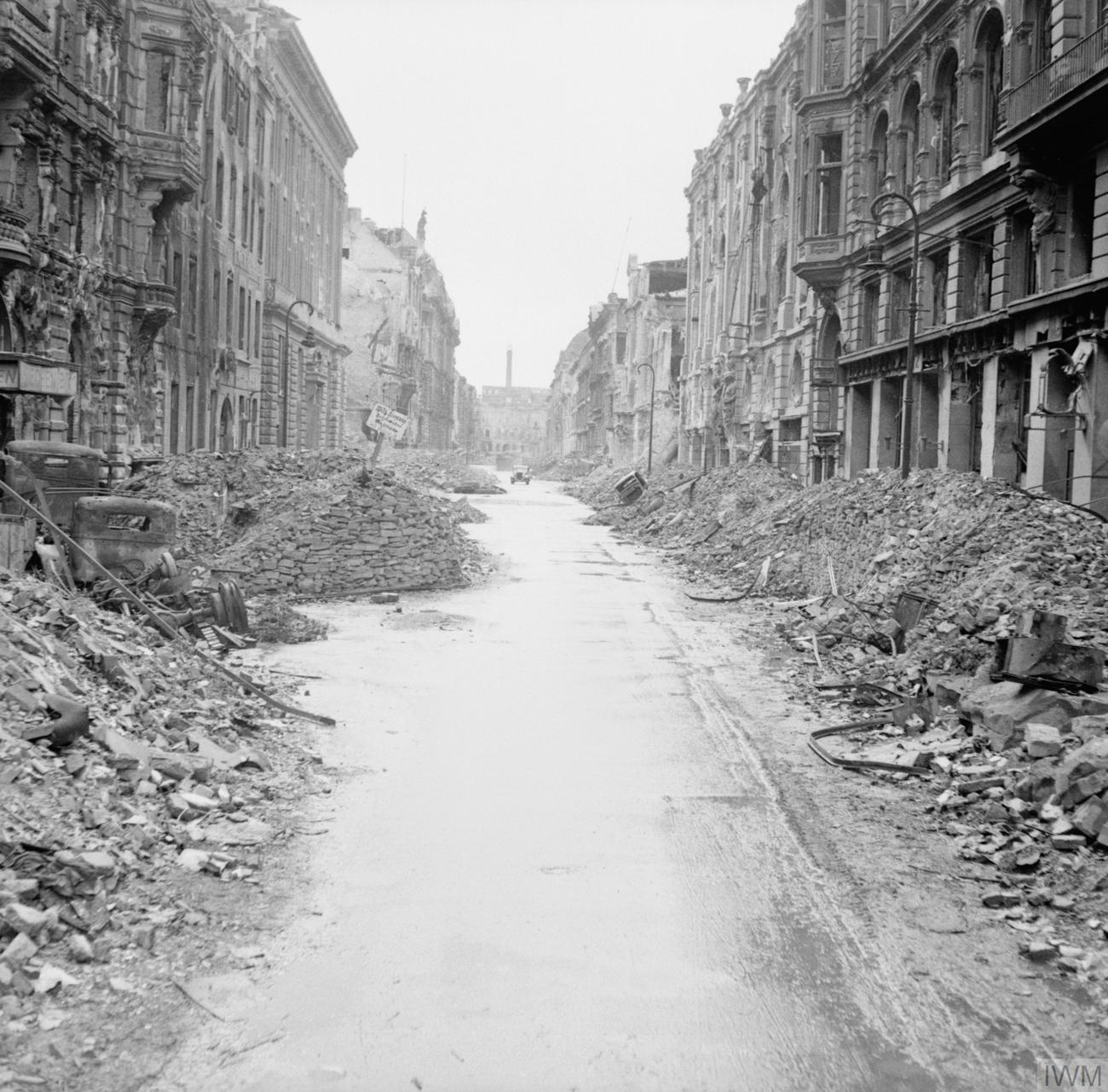
Eine Berliner Straße nach dem Zweiten Weltkrieg

Wichtige Schauplätze sind dabei neben Peenemünde auch das zerbombte Berlin, der Harz und die Lüneburger Heide. Zum Ende des Romans hin löst sich die Handlung zunehmend auf; an die Stelle der unzähligen miteinander verwobenen Stränge treten zunehmend Einzelszenen, die eher assoziativ in Zusammenhang stehen. Die letzten Szenen beschreiben den Start der 00000 durch Blicero mit dessen jungem Liebhaber Gottfried an Bord (und damit einer Art Menschenopfer) und den Einschlag einer Rakete in ein Kino in Los Angeles deutlich nach dem Krieg. Damit schließt die Schlussszene von Die Enden der Parabel wieder an die Anfangsszene an. Gleichzeitig wird hiermit die Lesart der Romanhandlung als Film ins Spiel gebracht, der mit diesem Einschlag, auf der Leinwand oder direkt im Kino, sein Ende nimmt.

### Motive
Die Enden der Parabel ist mit zahllosen mehr oder minder obskuren Querverweisen gespickt. Einige immer wiederkehrende Motive sind die Kabbala, Astrologie, Tarot und andere esoterische Geheimwissenschaften, germanische, griechische und Herero-Mythologie, puritanische Theologie, die Opern von Rossini und Wagner, die Operetten von Gilbert und Sullivan, die Lyrik Rilkes und d’Annunzios, die Trivialromane von Sax Rohmer, Kohlenstoffderivate in großer Zahl, Statistik, Stochastik und Ballistik, die pawlowsche Konditionierung, King Kong und die weiße Frau, Dumbo und Der Zauberer von Oz, und nicht zuletzt Schweine – Pynchons Lieblingstiere. Diese Motive werden zusammengehalten durch den Gedanken des Todes, der die gegenwärtige Gesellschaft durchzieht: Die tödliche Raketentechnik der Nazis, die später von der NASA genutzt wird, die Tötung menschlicher Willensfreiheit durch pawlowsche Konditionierung, die Verbindung von Sex und Tod in sadomasochistischen Praktiken, die ausführlich geschildert werden.

## Rezeption
Die Enden der Parabel wurde von Kritikern sehr unterschiedlich aufgenommen. Während einige Rezensionen den Roman schon bei seinem Erscheinen als Klassiker titulierten und in eine Reihe mit James Joyce’ Ulysses oder Herman Melvilles Moby Dick stellten, wurde er von anderen als prätentiös und unlesbar beurteilt. Ein häufiger Kritikpunkt war Pynchons Umgang mit seinen Figuren, die von manchen Lesern als flach und uninteressant empfunden wurden. Auch eine grundsätzliche Kälte wurde dem Roman vorgeworfen. Besonders eine sadomasochistische Sexszene, in der der britische Brigadier Ernest Pudding Kot isst, wurde außerdem häufig das Ziel von Obszönitätsvorwürfen.
Pynchons Fürsprecher hielten dieser Kritik entgegen, dass die spezielle Erzählweise des Romans solche Lesarten zwar provoziere, aber letztlich unzureichend mache. Pynchons Umgang mit seinen Figuren und der Handlung weiche in einem solchen Maße von literarischen Konventionen ab, dass die Anwendung herkömmlicher Maßstäbe für das Verständnis des Romans in keiner Weise hilfreich sei und ein genaueres Verständnis sich letztlich nur aus der Analyse des Romans selbst ergeben könne.
Die Enden der Parabel ist seit seinem Erscheinen enorm einflussreich und gilt unabhängig von allen Kontroversen mittlerweile nicht nur als bedeutendstes Werk Pynchons, sondern auch als ein Meilenstein in der Entwicklung des postmodernen Romans. Nach dem Urteil des renommierten britischen Literaturwissenschaftlers Tony Tanner ist Gravity’s Rainbow „one of the greatest historical novels of our time and arguably the most important literary text since Ulysses“ (dt. „einer der größten historischen Romane unserer Zeit und wohl der wichtigste literarische Text seit Ulysses“). Die wachsende Zahl von Buch- und Zeitschriftenpublikationen zu diesem Roman spiegelt ebenso das große Interesse an dem Werk; der überwiegende Teil der Kritiker folgt dabei der Einschätzung Tanners. Der Roman gilt auch als ein wichtiges Werk der postmodernen Slipstream-Literatur.
Pynchons Roman war für den deutschen Medientheoretiker Friedrich Kittler ein zentraler Einfluss. Kittler widmete sich ihm in verschiedenen Texten und entwickelte daran Gedanken zum Verhältnis von Medien- und Kriegstechnologie.

### Die deutsche Übersetzung
Der deutsche Titel Die Enden der Parabel ist mehrdeutig: Einerseits bezeichnet er die Enden der parabelförmigen Flugbahn eines Geschosses, also Start- und Einschlagspunkt, andererseits spielt er auf die Parabel im Sinne einer gleichnishaften Erzählung an. Der Titel stammt von Elfriede Jelinek, die damit keine wörtliche Übersetzung, sondern ein Wortspiel im Stil des Autors ablieferte. Es präsentiert den Lesenden, im Gegensatz zum Originaltitel, die Flugbahn der Rakete als zentrales Element der Erzählung. Laut Jelineks Aussage war Pynchon mit der Übersetzung einverstanden.

### Ausgaben
- Thomas Pynchon: Die Enden der Parabel. Rowohlt, Reinbek bei Hamburg 1981, ISBN 3-499-13514-0 (deutsche Übersetzung von Elfriede Jelinek und Thomas Piltz).
- Thomas Pynchon: Gravity’s Rainbow. Vintage, London 1995, ISBN 0-09-953321-9 (englische Originalausgabe).

### Sekundärliteratur
- Charles Clerc (Hrsg.): Approaches to Gravity’s Rainbow. Ohio State University Press, 1983, ISBN 0-8142-0337-X.
- Douglas Fowler: A Readers’ Guide to Gravity’s Rainbow. Ardis, 1980, ISBN 0-88233-405-0.
- Charles Hohmann: Thomas Pynchon’s Gravity’s Rainbow. Lang, 1986, ISBN 0-8204-0439-X.
- Theodore D. Kharpertian: A Hand to Turn the Time. Fairleigh Dickinson University Press (u. a.), 1990, ISBN 0-8386-3361-7.
- Friedrich Kittler: Medien und Drogen in Pynchons Zweitem Weltkrieg. In: Dietmar Kamper, Willem van Reijen (Hrsg.): Die unvollendete Vernunft. Moderne versus Postmoderne. Frankfurt am Main 1987, S. 240–259.
- Friedrich Kittler: Pynchon und die Elektromystik. In: Bernhard Siegert, Markus Krajewski (Hrsg.): Thomas Pynchon. Archiv – Verschwörung – Geschichte. Weimar 2003, S. 123–136.
- Elisabeth Klein: Pynchons Deutschland. VDG, 1994, ISBN 3-929742-46-2.
- Douglas A. Mackey: The Rainbow Quest of Thomas Pynchon. Borgo Press, 1980, ISBN 0-89370-142-4.
- Andreas Selmeci: Das Schwarzkommando. Thomas Pynchon und die Geschichte der Herrero. Aisthesis, 1995, ISBN 3-89528-122-0.
- Steven Weisenburger: A Gravity’s Rainbow Companion. Sources and Contexts for Pynchon’s Novel. University of Georgia Press, 1988, ISBN 0-8203-1026-3 (Digitalisat im Internet Archive).
- Marco Trainini: A silent extinction. Saggio su „L’arcobaleno della gravità“ di Thomas Pynchon. Prefazione di Fabio Vittorini. Arcipelago Edizioni, Milano 2010 (italienisch).

## Film
Prüfstand 7 (2001), Film von Robert Bramkamp mit Motiven aus Die Enden der Parabel. Für Prüfstand 7 erlaubte Thomas Pynchon erstmals die auszugsweise Verfilmung seines Raketenromans.

## Hörspiel
Von 2017 bis 2020 erfolgte die Produktion einer über 13-stündigen Hörspielfassung des Romans unter der Leitung von Klaus Buhlert. Das Projekt wurde von SWR und Deutschlandfunk produziert, es wurden über 40 Sprecherinnen und Sprecher eingesetzt. Für die Produktion gab Pynchon sein persönliches Einverständnis. Das Hörspiel wurde 2020 als Hörbuch des Jahres ausgezeichnet.